# Џон Мајкл Хигинс
Џон Мајкл Хигинс (енгл. John Michael Higgins; рођен у Бостону, Масачусетс, 12. фебруара 1963), амерички је позоришни, филмски и ТВ глумац, комичар и водитељ.
Хигинс се током своје каријере појавио у неколико десетина филмова и телевизијских емисија. На телевизији се појавио у серијама као што су Али Мекбил, Бостонски адвокати и Ометени у развоју. На великом платну имао је комичне споредне улоге у филмовима као што су Лудости Дика и Џејн, Раскид, Гола истина, Лоша учитељица и многим другим.
Године 1991. Хигинс је глумио у бродвејској продукцији La Bête (Звер). Наступао је и у многим другим представама.
Године 2011. добио је улогу геј мужа лика Френ Дрешер у хумористичкој серији Срећно разведени.